# 菲德勒
菲德勒 或者 费德勒（Fiedler, Fydler, Federer）可以指：

## 人物
Fiedler
- 延斯·菲德勒（德語：Jens Fiedler，1970年2月15日－），德国男子自行车运动员。
- 延斯·菲德勒 (手球运动员)（德語：Jens Fiedler，1966年10月19日－），前德國男子手球運動員。
- 约尔格·菲德勒（德語：Jörg Fiedler，1978年2月21日－），德国男子击剑运动员。
- 埃伦·菲德勒（德語：Ellen Fiedler，1958年11月26日－），德國女子田徑運動員。
- 沃尔弗拉姆·菲德勒（德語：Wolfram Fiedler，1951年9月29日－1988年4月11日），德国男子雪橇运动员。
- 弗雷德·愛德華·菲德勒（英語：Fred Edward Fiedler，1922年7月13日－2017年6月8日），組織心理學研究者，曾提出菲德勒權變模型理論。

Fydler
- 克里斯·菲德勒（英語：Chris Fydler，1972年11月8日－），澳大利亚男子游泳运动员。

Federer
- 米尔卡·费德勒（德語：Mirka Federer，原名：Miroslava Vavrinec，1978年4月1日－），前瑞士女子網球運動員，瑞士網球運動員羅傑·費德勒的妻子。
- 罗杰·费德勒（德語：Roger Federer，德语：[ˈfeːdərər]，1981年8月8日－－），退役的瑞士男子職業網球運動員。

|  | 本页或本分段罗列了姓氏为「菲德勒」的人物。 如果是一个指代特定个人的内链将您引导到本页，請考慮修正該人物的名字以將链接指向正確的條目。 |